# 元亨釋書
元亨釋書，是日本鐮倉時代漢文體佛教史，作者虎關師鍊(1278-1346)是臨濟宗僧人，全書共30卷。
1322年（元亨2年）上呈朝廷，書名元亨是年號，釋書即是佛教的書籍，收錄年代由552年（壬申）由百濟傳入至鎌倉後期700餘年的佛教史。
全書分傳・贊・論・表・志五類。巻01-巻19僧俗傳記部是400餘名僧俗信徒的傳記，巻20-巻26資治表部是佛教編年史。

## 外部連結
- 漢文大藏經 元亨釋書 （页面存档备份，存于）
- 元亨釋書 （页面存档备份，存于）